# Popławy (województwo podlaskie)
Popławy – wieś w Polsce położona w województwie podlaskim, w powiecie bielskim, w gminie Brańsk.
| SIMC    | Nazwa   | Rodzaj  |
| ------- | ------- | ------- |
| 0999328 | Popławy | kolonia |

W latach 1975–1998 miejscowość położona była w województwie białostockim.
Wierni kościoła rzymskokatolickiego należą do parafii Wniebowzięcia Najświętszej Maryi Panny w Brańsku.